# Johann Franz von Preysing

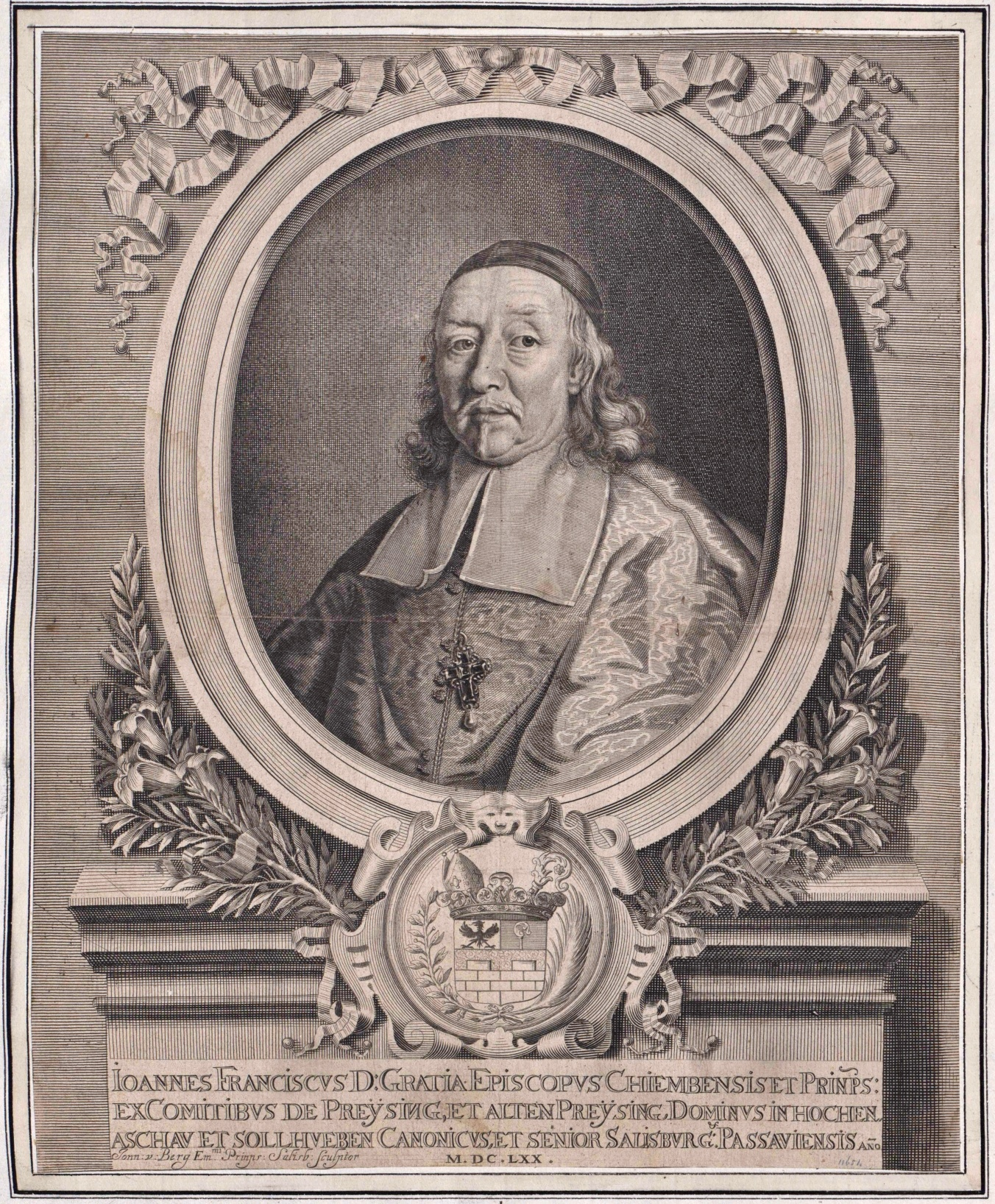
Fürstbischof Johann Franz von Preysing

Johann Franz von Preysing (auch Johann Franz Freiherr von Preysing-Hohenaschau; * 23. Februar 1615 in München; † 8. Juli 1687) war von 1670 bis 1687 Fürstbischof von Chiemsee.

## Leben
Johann Franz von Preysing war Freiherr von Altenpreysing, Herr in Hohenaschau, Söllhuben und Reichersbeuern. Seine Eltern waren der bayerische Staatsmann Johann Christoph von Preysing und dessen erste Frau Benigna von Freiberg.
Nach der Kindheit in München und Landshut absolvierte Johann Franz von Preysing 1632 das Jesuitengymnasium München (heute Wilhelmsgymnasium München). Anschließend immatrikulierte er sich an der Universität Ingolstadt und studierte später in Siena. Seit 1625 besaß er ein Kanonikat in Salzburg und 1631 erhielt er eines in Passau. Bei beiden Domkapiteln stieg er zum Senior auf, gab sie jedoch 1670 auf. 1654/55 war er zweimal als Gesandter des Erzbischofs Guidobald von Thun in Innsbruck, wobei der zweite Aufenthalt anlässlich der Anwesenheit der schwedischen Königin Christina stattfand. Da er offenbar über diplomatisches Geschick verfügte, erfolgte 1655 die Ernennung zum erzbischöflichen Geheimen Rat. 1664 wurde er in den Reichsgrafenstand erhoben und erst 1668 zum Priester geweiht.
Nach dem Tod des Chiemseer Bischofs Franz Vigil von Spaur und Valör ernannte der Salzburger Erzbischof Max Gandolf von Kuenburg am 4. Februar 1670 den bereits 55-jährigen Johann Franz von Preysing zu dessen Nachfolger. Nach der erzbischöflichen Bestätigung am 27. Juni d. J. und der Bischofsweihe am 25. August d. J. erfolgte am 31. August 1670 die Amtseinführung.
Während seiner Amtszeit veranlasste er den Wiederaufbau des Schlosses Fischhorn, das während des Salzburger Bauernkriegs 1526 zerstört worden war. 1674 fasste er die chiemseeischen Besitzungen in Bischofshofen zu einer Hofmark zusammen. Aus ökonomischen Gründen verkaufte er den chiemseeischen Besitz in Guggental bei Salzburg sowie die im Innviertel gelegenen Hofmarken Raab und Ort, außerdem die bischöflichen Weingärten in Arnsdorf, ferner eine Kumpfmühle und ein Haus in Salzburg. Die ehemaligen Edelsitze Rohrdorf und Nußdorf erwarb er vermutlich als Privatbesitz. Die Kaplanei Reith bei Kitzbühel wandelte er 1674 zu einem Vikariat um und 1680 löste er das bis dahin zur Pfarrei Prien am Chiemsee gehörende Aschau und erhob es zu einer selbständigen Pfarrei. Ab 1676 wurde die Herrenchiemseer Kathedrale vom Baumeister Lorenzo Sciasca neu errichtet und 1679 von Bischof Johann Franz von Preysing geweiht. Bereits 1677 stiftete er eine wöchentliche Messe in der Kapelle des Schlosses Hohenaschau, das sich in Familienbesitz befand. Der Preysingschen Hauskapelle in München schenkte er Paramente und Gerätschaften. In der Kapelle seiner Salzburger Residenz, dem Chiemseehof, errichtete er eine kleine Gnadenstätte.
Nach seinem Tod wurden sein Leib im Salzburger Dom und sein Herz in der Salzburger Franziskanerkirche beigesetzt.